# Grăniceru, Constanța
Grăniceru (în trecut Canlî Ciucur, în turcă Kanlı Çukur) este un sat ce aparține orașului Negru Vodă din județul Constanța, Dobrogea, România. Deși încă figurează în nomenclatorul localităților din România, satul Grăniceru a fost dezafectat și depopulat.